# Viriyala
La dinastia de Viriyala fou una de les principals dinasties subordinades dels Kakatiyes. Eren caps de l'exèrcit kakatiya i en les seves inscripcions es declaraven descendents de la dinastia Durjaya (igual que els kakatiyes) i també estaven emparentats amb la dinastia Malyala. Apareixen com a subordinats sota els raixtrakutes i segueixen sota els Chalukya de Kalyani fins a arribar al període Kakatiya, per aproximadament uns 600 anys. La seva història parcial s'ha reconstruït sobre la base de les inscripcions de Gudur, Moripirala, Katukur, Pammi i Rayaparty emeses per ells mateixos, així com algunes relacionades d'altres.

## Història
El fundador fou Poranti Venna que pel que es dedueix de la inscripció de Gudur era un cap militar dels Raixtrakutes. El seu fill Erra I Bhupati fou també cap militar dels Raixtrakutes segons la mateix inscripció. Va seguir el seu fill Bhima, famós general raixtrakuta que la inscripció de Gudur compara amb el Bhima dels Pandaves. El següent fou Erra II Narendra, fill de Bhima; en aquest període Tailapa II dels Chalukya Occidentals (o de Kalyani) va derrotar els raixtrakutes (vers 973) i va ocupar el regne amb participació destacada d'Erra II. El següent fou Sura Senani, del que no s'indica la relació amb Erra II, i que la inscripció de Gudur diu que va matar a Kataya Nayaka i va designar governant de Velpugonda a un personatge de nom Rawanrupa.
El fill de Sura Senani, Betana, és esmentat a les inscripcions de Moripirala, Katukuru i Gudur. Estava casat amb Bejjamamba i va tenir quatre fills: Sura, Malla, Prola i Komma, que eren menors quan Betana va morir; la regència va passar a mans d'una dona, Nagasani, esposa (vídua?) de Prola Senani, un cosí de Betala, que va venir de Rembarti fins a Pammi amb els seus fills Malraju i Mummadinaya. Un Rudrama Raja és esmentat a la inscripció de Rayaparty com membre de la dinastia, al costat de Surannapati i Malla Chamoopati, que eren els fills de Betana dels que dona algunes referències la inscripció de Katukur.
La inscripció de Mylama dona detalls de Annaya Senani, fill de Malla; també de la seva esposa Aitama. Annaya i Aitama van tenir una filla de nom Mylama que es va casar amb Chounda (Gounda) Senani de la dinastia Malyala. A Mylama correspon la inscripció de Katukur que explica les històries de les dinasties de Viriyala i de Malyala. Annaya fou contemporani de Pratapa Rudra I (1158–1195), Maha Deva (1195-1199) i Ganapati (1199–1260). No se sap res més de la dinastia després d'ells.

## Governants
- Poranti Venna, vers 900
- Erra I Bhupati, vers 925
- Bhima, vers 950
- Erra II Narenda, vers 973
- Sura Senani, vers 1000
- Betana, segle XI
- Sura, Malla, Rudrama, junts ?, segle XI
  - Nagasani, regent segle XI
- Annaya vers 1170-1220